# Raithby by Spilsby
Raithby by Spilsby – wieś i civil parish w Anglii, w Lincolnshire, w dystrykcie East Lindsey. W 2011 civil parish liczyła 190 mieszkańców. Raithby jest wspomniana w Domesday Book (1086) jako Radebi.